# Cristina Arámbula
Artikeln följer den spanska namnseden; faderns efternamn är Arámbula och moderns efternamn Casares.
Cristina Arámbula Casares, född 10 augusti 2003, är en spansk konstsimmare.

## Karriär
Arámbula började med konstsim som 12-åring. Vid junior-EM 2021 i Valetta var Arámbula en del av Spaniens lag som tog silver i highlight samt brons i det tekniska lagprogrammet, det fria lagprogrammet och i fri kombination. I juni 2022 vid VM i Budapest var hon en del av Spaniens lag som tog brons i highlight.
I juni 2023 vid europeiska spelen i Kraków-Małopolska var Arámbula en del av Spaniens lag som tog guld i både det tekniska och fria lagprogrammet. Följande månad var hon en del av Spaniens lag som tog guld i det tekniska lagprogrammet vid VM i Fukuoka.
I juni 2024 vid EM i Belgrad var Arámbula en del av Spaniens lag som tog guld i det tekniska lagprogrammet. Vid konstsim-EM 2025 i Funchal var hon en del av Spaniens lag som tog guld i både det fria och tekniska lagprogrammet samt brons i det akrobatiska lagprogrammet. Vid VM 2025 i Singapore var Arámbula en del av Spaniens lag som tog brons i det fria, tekniska och akrobatiska lagprogrammet.